# Eugen Polte

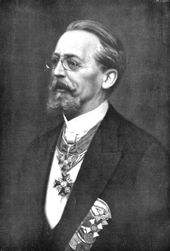
Eugen Polte

Eugen Polte (* 12. Juli 1849 in Magdeburg; † 31. Mai 1911 in Magdeburg) war ein deutscher Ingenieur und Unternehmer in der Maschinenbau- und Rüstungsindustrie, der auch als Erfinder hervortrat. Die von ihm aufgebauten Polte-Werke waren ein bedeutender Arbeitgeber in Magdeburg.

## Leben
Polte wurde als Sohn eines Bankkaufmanns hugenottischer Abstammung in Magdeburg geboren. Seine Kinder- und Jugendjahre verbrachte er in Weimar, wo er am Realgymnasium sein Abitur ablegte.
Der technisch interessierte Polte trat 1867 eine Stellung als Zeichner bei der Grusonwerk AG in Buckau, der ehemaligen Maschinenfabrik und Schiffsbauwerkstatt Hermann Gruson, an. Er leistete seinen Militärdienst als Einjährig-Freiwilliger beim Magdeburgischen Pionier-Bataillon Nr. 4 ab und nahm am Deutsch-Französischen Krieg 1870/1871 und der Belagerung von Paris teil.
Zwischen 1872 und 1874 studierte Polte an der Gewerbeakademie Berlin. Im Alter von 26 Jahren übernahm er 1875 die Position eines Oberingenieurs im Grusonwerk. In seinen Zuständigkeitsbereich fielen die Rüstungstechnik und insbesondere die Verwendung von Sprengstoffen. 1877 trat er dem Verein Deutscher Ingenieure (VDI) bei und wurde in dessen Magdeburger Bezirksverein aktiv.
Im Jahr 1885 erwarb Polte, unterstützt vom Unternehmer Rudolf Wolf, eine Magdeburger Armaturenfabrik. Wurden zunächst 23 Personen beschäftigt, verdreifachte sich die Zahl der Arbeitnehmer innerhalb von zwei Jahren. Der Durchbruch zu einem Großunternehmen gelang Polte, als ihn das preußische Kriegsministerium mit der Lieferung von 40 Millionen Patronenhülsen des Kalibers 7,92 × 57 mm für das damals neue Armeegewehr 98 beauftragte. Poltes Unternehmen wurde zu einem der größten Munitionsproduzenten Deutschlands. Zur Abarbeitung des Großauftrags investierte Polte in ein neues Fabrikationsgebäude, neue Maschinen und die Ausbildung von Facharbeitern. Er entwickelte zur Steigerung der Effizienz eine automatisierte Zuführung von Werkstücken zu den Maschinen und schuf ein neues Walzverfahren, bei dem rollende Kugeln den Walzvorgang übernahmen. Polte projektierte diverse Präzisionsmaschinen und ganze Fertigungslinien zur Herstellung von Geschosshülsen und gehört damit zu den Pionieren automatisierter Fertigung.
Polte war mit Hedwig Agnes Louise geb. Heiligenstaedt verheiratet. Das Ehepaar hatte zwei Töchter, Margarete (1886–1977) und Katharina. Nach Poltes Tod wurde sein Unternehmen von seinen Schwiegersöhnen Martin Nathusius und Arnulf Freiherr von Gillern weitergeführt und stieg auch vor und im Zweiten Weltkrieg wieder zu einem der größten deutschen Munitionslieferanten auf.

## Ehrungen
Im Jahr 1903 erfolgte seine Ernennung zum (königlich preußischen) Kommerzienrat. 1909 verlieh ihm die Technische Hochschule (Berlin-)Charlottenburg (als Nachfolgerin der Gewerbeakademie) die Ehrendoktorwürde (als Dr.-Ing. E. h.) für seine wissenschaftlichen Arbeiten auf dem Gebiet der Waffentechnik. Die Stadt Magdeburg benannte zeitweise ihm zu Ehren eine Straße als Poltestraße.